# جوئل فیتزگیبون
جوئل اندرو فیتزگیبون (زاده ۱۶ ژانویه ۱۹۶۲) یک سیاستمدار بازنشسته استرالیایی است. او یکی از اعضای حزب کارگر استرالیا (ALP) است و از سال ۱۹۹۶ تا ۲۰۲۲ در مجلس نمایندگان خدمت کرده‌است. او به عنوان وزیر دفاع (۲۰۰۷–۲۰۰۹) در اولین دولت راد و وزیر کشاورزی، شیلات و جنگلداری (۲۰۱۳) در دولت دوم راد خدمت کرد. او در ۱۶ ژانویه ۱۹۶۲ در بلینگن، نیو ساوت ولز به دنیا آمد.
فیتزگیبون در کالج آل سنتز، میتلند شرکت کرد. او از سال ۱۹۷۸ تا ۱۹۹۰ به عنوان یک برق‌کار خودرو کار کرد و یک تجارت کوچک را اداره کرد. او مدرک تحصیلات تکمیلی خود را در رشته مدیریت بازرگانی در دانشگاه نیوکاسل به پایان رساند.